# Tomorrow, When the War Began
Tomorrow, When the War Began (en español, Mañana, cuando la guerra empiece) es una novela de ficción para adultos jóvenes publicada en 1993 por el escritor australiano John Marsden, siendo el primer libro de la serie de novelas Tomorrow. La novela relata una invasión y ocupación de alta intensidad de Australia por parte de una potencia extranjera y es contada por el personaje principal, una adolescente llamada Ellie Linton, que es parte de un pequeño grupo de adolescentes que libran una guerra de guerrillas contra la guarnición enemiga de su ciudad ficticia natal de Wirrawee.
La novela fue adaptada a un largometraje que se estrenó el 2 de septiembre de 2010 en Australia y Nueva Zelanda. Stuart Beattie escribió el guion y dirigió la película, mientras que la actriz Caitlin Stasey interpretó el papel de la protagonista Ellie Linton.

## Argumento
Ellie Linton sale a acampar en el monte durante una semana con sus amigos Homer Yannos, Lee Takkam, Kevin Holmes, Corrie Mackenzie, Robyn Mathers y Fiona "Fi" Maxwell. Encuentran un camino hacia un gran sumidero con vegetación en un área remota de arbustos que los lugareños han llamado "El Infierno" y deciden acampar ahí. Durante este tiempo, ven un gran número de aviones volando por la noche sin luces y aunque se menciona en la conversación a la mañana siguiente, lo piensan un poco y lo descartan como aviones militares que regresan de una manifestación.
Cuando regresan a su ciudad natal de Wirrawee, descubren que todas las personas están desaparecidas y que sus mascotas y ganado están muertos o agonizantes. Teminendo lo peor, se dividen en tres grupos para investigar la situación en Wirrawee. Descubren que Wirrawee fue capturado como cabeza de playa para una invasión de Australia por una fuerza no identificada; los ciudadanos locales están en cautivos de los ocupantes. El grupo de Eliie es descubierto y perseguido por el enemigo, y para escapar, usan el tanque de combustible de un cortacésped para crear una explosión improvisada. Sin embargo, después de reunirse con Homer y Fi en un punto de encuentro prestablecido, descubren que Robyn y Lee habían desaparecido sin dejar rastro. Homer y Ellie empiezan a buscarlos y son recibidos por Robyn, quien les revela que Lee recibió un disparo en la pierna y se esconde en la calle principal de Wirrawee, el centro de la ciudad del enemigo. Ellie y Homer conversan con los demás y Ellie decide que deben intentar rescatar a Lee, usando un cargador frontal para moverlo y protegerlo. Después de una persecución pronolgada en la que mueren varios soldados, Lee es rescatado con éxito y regresado con seguridad a "El Infierno", pero no antes de que descubran a Chris Lang escondido en su casa después de que sus padres se fueron a un viaje de negocios.
Mientras se esconden en "El Infierno", se forma una relación romántica entre Ellie y Lee, Homer se enamora de Fi, mientras que Kevin y Corrie continúan una relación que comenzó unos meses antes de la invasión. Los adolescentes deciden asaltar granjas cercanas, en busca de comida y otros suministros, y luego se retiran a "El Infierno" para establecer un campamento militar para ellos. El grupo finalmente se mueven hacia la guerra de guerrillas contra los invasores.
Homer explica un plan para eliminar el puente principal en Wirrawee que los invasores están estado usando para abastecer sus tropas. Todo el grupo está de acuerdo y Ellie, Fi, Lee y Homer deciden robar un camión cisterna de gasolina y lo usan para detonar el puente principal. Sin embargo, el plan casi se desmorona cuando Ellie y Fi están discutiendo sobre el emparejamiento amoroso con Lee y Homer, pero afortunadamente, en el último momento se ponen en marcha y llevan el camión al puente. Homer y Lee crean una distracción con el ganado bovino y cuando el grupo del puente se une a los demás, descubren que han disparado a Corrie.
La redada fue todo un éxito, ya que el puente logró derrumbarse, pero Corrie necesita atención médica para curar sus heridas. Kevin decide que quiere rendirse y esperar que los invasores le den atención médica a Corrie. Se marchan mientras que los demás parten hacia un destino desconocido mirando hacia el futuro.

## Recepción
Horn Book Magazine afirmó que Tomorrow, When the War Began es una "fascinante aventura a través de la cual Marsden explora la capacidad del mal y la necesidad de trabajar juntos para oponerse a él". La revista Book Report dijo que era "una historia emocionante de autodescubrimiento y supervivencia".
Entre 1993 y 1998, se vendieron más de tres millones de copias de la novela. Durante este periodo de tiempo, la novela fue traducida a cinco idiomas y fue calificado como el "cuarto libro más querido" en una encuesta australiana.
La novela es recomendada por la Junta de Estudios de Nueva Gales del Sur como un texto para ser estudiado en las clases de inglés durante la etapa 5 (años 9 y 10). En 1996, la Asociación de Bibliotecas de Estados Unidos (ALA) nombró a Tomorrow, When the War Began como uno de los mejores títulos para adultos jóvenes publicados en Estados Unidos ese año. En 2000, la ALA incluyó el libro como uno de los 100 mejores libros para lectores adolescentes publicados entre 1996 y 2000.
En 2000, el gobierno sueco seleccionó la novela como el libro con más probabilidades de inspirar el amor por la lectura en los jóvenes, y financió la impresión y distribución de la novela a estudiantes del país.
En 2013, la novela fue votada como el libro australiano favorito de Australia en una encuesta realizada por Get Reading!, una campaña anual realizada por el gobierno australiano para alentar a los australianos a leer.

## Adaptaciones
El libro ha sido adaptado dos veces.
En junio de 2009, Screen Australia anunció que financiaría el desarrollo de un largometraje que se produciría a partir de la novela, que sería escrita y dirigida por el guionista Stuart Beattie. La película es estrenó el 2 de septiembre de 2010, pero la respuesta crítica fue mixta y no logró encontrar una audiencia en el extranjero.
Se produjo una adaptación televisiva de la serie Tomorrow. La serie consta de seis episodios y se emitió en ABC3. El rodaje tuvo lugar del 14 de septiembre al 13 de noviembre de 2015 en Melbourne y se estrenó el 23 de abril de 2016. La serie siguió aproximadamente los acontecimientos del primer libro.